# Тейе (Арьеж)
Тейе́ (фр. Teilhet) — коммуна во Франции, находится в регионе Юг — Пиренеи. Департамент коммуны — Арьеж. Входит в состав кантона Мирпуа. Округ коммуны — Сен-Жирон.
Код INSEE коммуны — 09309.

## Население
Население коммуны на 2008 год составляло 184 человека.
| 1962 | 1968 | 1975 | 1982 | 1990 | 1999 | 2008 |
| ---- | ---- | ---- | ---- | ---- | ---- | ---- |
| 120  | 135  | 93   | 112  | 125  | 152  | 184  |

## Экономика
В 2007 году среди 114 человек в трудоспособном возрасте (15—64 лет) 80 были экономически активными, 34 — неактивными (показатель активности — 70,2 %, в 1999 году было 69,0 %). Из 80 активных работали 77 человек (45 мужчин и 32 женщины), безработных было 3 (1 мужчина и 2 женщины). Среди 34 неактивных 11 человек были учениками или студентами, 9 — пенсионерами, 14 были неактивными по другим причинам.